# Touriñán
Touriñán (llamada oficialmente San Martiño de Touriñán) es una parroquia y lugar español del municipio de Mugía, en la provincia de La Coruña, Galicia.

## Entidades de población
Entidades de población que forman parte de la parroquia:
- Campos
- Moreira
- Touriñán

## Demografía
| Gráfica de evolución demográfica de Touriñán entre 2000 y 2018 |
|                                                                |
| Datos según el nomenclátor publicado por el INE.               |